# Chlamydiae
Chlamydiae là một loại vi khuẩn và lớp có thành viên là mầm bệnh nội bào bắt buộc. Tất cả bệnh Chlamydiae được biết đến chỉ phát triển bằng cách lây nhiễm các tế bào vật chủ sinh dục. Chúng nhỏ hoặc nhỏ hơn rất nhiều so với virus. Hầu hết các Chlamydiae nội bào được đặt trong một cơ thể bao gồm hoặc vacuole.